# Gregory Point
Gregory är en udde i Antarktis. Den ligger i Sydshetlandsöarna. Argentina, Chile och Storbritannien gör anspråk på området.
Terrängen inåt land är huvudsakligen bergig, men den allra närmaste omgivningen är kuperad. Havet är nära Gregory åt nordväst. Trakten är obefolkad. Det finns inga samhällen i närheten. 